# Barbarroja (película)
Barbarroja (赤ひげ Akahige?) es una película japonesa de 1965 dirigida por Akira Kurosawa. Interpretada en sus roles principales por Toshiro Mifune, Yuzo Kayama, Kyoko Kagawa y Terumi Niki destaca por ser la última de las 16 películas en que Mifune y Kurosawa trabajaron conjuntamente. El guion está basado en una colección de relatos cortos de Shūgorō Yamamoto Akahige shinryotan (赤ひげ診療譚) y una subtrama se inspiró en la novela Humillados y ofendidos escrita por Fiódor Dostoyevski.
Entre otros galardones la película obtuvo una nominación como mejor película extranjera en los premios Globo de Oro (1966). En el Festival de Venecia (1965) Kurosawa obtuvo los premios OCIC y San Giorgio y Mifune la Copa Volpi como mejor actor.

## Sinopsis
La trama transcurre en Koishikawa, un barrio de Edo (el nombre antiguo de la ciudad de Tokio), en el siglo XIX. El joven doctor Noboru Yasumoto (Yuzo Kayama) es el protagonista de la película. Formado en Nagasaki, siguiendo las doctrinas de la escuela médica holandesa, el arrogante Yasumoto aspira a la condición de médico personal del shogun, una posición que se encuentra en manos de un pariente cercano. Además su padre dispone de una posición bien establecida debido a su cualificación como un médico altamente competente. 
Para completar la formación de postgrado médico Yasumoto es asignado a una clínica rural dirigida por el doctor Kyojō Niide (Toshiro Mifune). Niide, conocido popularmente entre sus colaboradores con el sobrenombre de Akahige ("Barbarroja"), tiene la reputación de ser un maestro y formador de mucho carácter. En realidad, tras una fachada arisca y dura, se esconde un médico compasivo preocupado por sus semejantes. Inicialmente Yasumoto reacciona airadamente al ser asignado a esa clínica ya que considera que tiene poco que aprender de Akahige y piensa que el doctor Niide sólo está interesado en sus nuevos conocimientos y técnicas médicas.
Mientras Yasumoto intenta aceptar la situación en la que se encuentra, aunque su intención inicial es la de abandonar la clínica a la menor oportunidad que se le presente, el trabajo cotidiano desvela los casos de los pacientes de la clínica. Rokusuke, un hombre moribundo preocupado por un secreto del pasado, que sólo será revelado cuando su hija finalmente haga acto de presencia. Sahachi, un hombre muy querido de la ciudad por su generosidad hacia sus vecinos, mantiene una conexión trágica con una mujer cuyo cadáver es descubierto después de un deslizamiento de tierras. El doctor Niide rescata de un prostíbulo, tras luchar contra una banda de matones locales, a una niña de doce años enferma que se convertirá en el primer paciente de Yasumoto.
A través de las experiencias que viven en la clínica Yasumoto cambiará su idea sobre lo que significa ser médico, llegando a la conclusión de que la vida de los pacientes es más importantes que la riqueza o el estatus social.

## Reparto
- Toshirō Mifune - doctor Kyojō Niide
- Yūzō Kayama - doctor Noboru Yasumoto
- Kyōko Kagawa - "La Mantis" o "mujer loca"
- Terumi Niki - Otoyo

## Producción
Con un proceso de rodaje de dos años Barbarroja aborda el problema de la injusticia social y explora dos de los temas favoritos de Kurosawa: el humanismo y el existencialismo.
De acuerdo con el comentario del DVD de la Criterion Collection Barbarroja tiene una duración de 185 minutos y fue filmado con una relación de aspecto de 2.35: 1. Fue la primera película de Kurosawa a hacer uso de una banda sonora de 4 pistas con sonido estereofónico.